# Zabalza
Zabalza (baszkul: Zabaltza) település Spanyolországban, Navarra autonóm közösségben. Zabalza Puente La Reina, Belascoáin, Bidaurreta, Echarri-Etxarri, Ciriza-Ziritza, Etxauri és Cizur községekkel határos. Lakosainak száma 297 fő (2024).

## Fekvése
Pamplonától délnyugatra fekvő település.

## Leírása
Zabalza (baszk nyelven: Zabaltza) spanyol település Navarra tartományban. Zabalza jelentése baszk nyelven: a "síkság területén".  Zabalza 3 kisvárosból tevődik össze: Zabalza, Ubani és Arraiza. A 2014-es népszámláláskor 295 lakosa volt.

## Népesség
A település népessége az elmúlt években az alábbi módon változott:
| Lakosok száma | 164  | 171  | 202  | 242  | 282  | 295  | 294  | 297  | 297  | 297  |
|               | 2001 | 2004 | 2007 | 2009 | 2012 | 2014 | 2017 | 2019 | 2022 | 2024 |